# 臺実験
臺実験（うてなじっけん）とは、1950年頃、東京都立松沢病院において発生した人体実験事件である。精神科医の臺弘（後の東京大学教授）の指揮の下、精神外科医の廣瀬貞雄（後の日本医科大学名誉教授）が、精神外科手術に便乗して、約80人の患者から無断で生検用の脳組織を切除した。
ロボトミー後に機能を停止すると予測された部分から、組織採取を行った。つまり、実際の手術の手順は、組織採取が先で、ロボトミーが後である。
その約20年後に石川清（当時東大講師）が当件を告発したことから、東京大学や日本精神神経学会を巻き込んだ論争が起こった。

## 経緯
- 石川が1971年（昭和46年）3月27日、日本精神神経学会にて臺を告発し、朝日新聞にもその件が報じられた。臺が廣瀬に頼んで切除させたのはロボトミー手術によって機能を停止するはずの部分であるから、自分の生検用の切除は新たな害を患者に付け加えない、という臺側の主張が新聞に掲載された[3]。
- 1972年（昭和47年）6月13日、大阪西区の厚生年金会館ホールで開催された同学会にて、石川がスライドを用いて報告を行った。実験対象となった者の平均年齢は31歳で、その中には19歳の少年や11歳の少女もいた[3]。
- 石川の告発を受けて、同学会理事会が「石川清氏よりの台氏批判問題委員会」を設立。小池清廉委員長の報告によると、臺の受け持ち患者に関しては家族の同意を得たが、他の医師の受け持ち患者の家族からは同意を得ず、また患者本人の同意は得られていなかった[3]。
- 名古屋で開かれた日本精神神経学会総会において、当時松沢病院院長だった吉田哲雄が、同院内の正規の置き場ではない棚で発見された二つのカルテを、1973年（昭和48年）4月29日に示して、臺の件と同じ手法で行った脳切除後に死亡者が出たことを証明した。その後の票決では、臺実験批判の票数が優勢だった[3]。
- 金子嗣郎は『松沢病院外史』において、この告発騒動を「精医連側が臺のあら探しをするという次元の低いものであった」と、告発者側を批判した[4][5]。
- 石川の告発後に、臺擁護に回ったのは、新医協、全日本民主医療機関連合会などに属する「日本共産党系の医師」が多かったことが、高杉晋吾や小沢勲によって指摘された[3]。

## 当事者による反論
1993年に出版された臺の自叙伝『誰が風を見たか』には、本件告発への反論が書かれている。1971年（昭和46年）に逝去した（松沢病院時代の）同僚Ｅの遺品にあった実験ノートと、上述の名古屋総会の一週間後にN（当時、世田谷リハビリセンター勤務）が、精神神経学会理事長Hに送った手紙を根拠に、吉田ら臺批判派による「実験用の脳小片摘出が患者にとって有害だった」という主張に反論を試みている。しかし、患者にインフォームド・コンセントを得ず、実験用の大脳小片摘出をしたことに関しては、非を認めている。

## 参考書籍
- 橳島次郎『精神を切る手術 脳に分け入る科学の歴史』岩波書店、2012年
- 高杉晋吾『日本の人体実験 その思想と構造』三笠書房、1973年
- 金子嗣郎『松沢病院外史 からだの科学選書』日本評論社、1982年
- 臺弘『誰が風を見たか』星和書店、1993年 - 「第2部 激動の社会の中で分裂病にまなぶ」で「人体実験」問題について語っている[7]